# Oligodon trilineatus
Oligodon trilineatus är en ormart som beskrevs av Duméril, Bibron och Duméril 1854. Oligodon trilineatus ingår i släktet Oligodon och familjen snokar. Inga underarter finns listade i Catalogue of Life.
Denna orm förekommer på västra Sumatra och på Mentawaiöarna. Arten lever i låglandet och i kulliga områden upp till 600 meter över havet. Habitatet utgörs av skogar. Individerna hittas ofta nära vattendrag. Honor lägger antagligen ägg.
Beståndet hotas troligtvis av skogarnas omvandling till jordbruksmark. Oligodon trilineatus har viss anpassningsförmåga. IUCN kategoriserar arten globalt som livskraftig.